# This Is Happening
This Is Happening är ett musikalbum av LCD Soundsystem släppt år 2010. Det är gruppens tredje och sista album.
Albumet blev väl mottaget av musikkritiker, med 84 av 100 poäng på Metacritic. Pitchfork gav albumet utmärkelsen "Best New Music" och gav det 9.2/10 i betyg. Albumet placerade sig även på plats två över Pitchforks lista över de bästa albumen 2010. Svenska Dagbladet skrev att albumet var "utmärkt – men ingen hitplatta" och gav det 5 av 6 i betyg.

## Låtlista
All sångtext är skriven av James Murphy, alla låtar är komponerade av LCD Soundsystem.
| Nr | Titel                 | Längd |
| -- | --------------------- | ----- |
| 1. | Dance Yrself Clean    | 8:56  |
| 2. | Drunk Girls           | 3:42  |
| 3. | One Touch             | 7:45  |
| 4. | All I Want            | 6:41  |
| 5. | I Can Change          | 5:55  |
| 6. | You Wanted a Hit      | 9:06  |
| 7. | Pow Pow               | 8:23  |
| 8. | Somebody's Calling Me | 6:53  |
| 9. | Home                  | 7:53  |

| 10. | Throw                    | 10:00 |
| 11. | Oh You (Christmas Blues) | 3:51  |